# Hmotnost
Hmotnost je fyzikální veličina (značka m) užívající základní jednotku kilogram (kg). Je aditivní vlastností hmoty (hmotných těles), která vyjadřuje míru setrvačných účinků či míru gravitačních účinků hmoty. Ekvivalence setrvačných a gravitačních sil je postulována obecnou teorií relativity a je s velkou přesností experimentálně ověřena.
Hmotnost je obdobná charakteristika hmoty jako např. energie, elektrický náboj apod. Podle speciální relativity je hmotnost tělesa přímo úměrná jeho energii (E = mc²). Relativistická hmotnost se zvyšuje s rostoucí rychlostí z pohledu pozorovatele.
Jen v některých (praktických) případech na zemském povrchu je zaměnitelná hmotnost a váha, což je veličina měřená vážením. Vhodnější je termín tíha měřená v newtonech (N). Předmět o hmotnosti 1 kg má např. na Měsíci kvůli nižší gravitaci několikanásobně nižší tíhu (váhu) než na Zemi.

## Značení
- Značka veličiny: {\displaystyle m} (z anglického mass)
- Základní jednotka SI: kilogram, značka jednotky: kg
- Další používané jednotky: tuna t, gram g, karát Kt, sluneční hmotnost {\displaystyle M_{\bigodot }}, atomová hmotnostní jednotka u, elektronvolt eV/c2, ...
  - Planckova jednotka hmotnosti: 2,177×10−8 kg
  - Anglo-americké jednotky: libra, unce, kámen (stone),
  - Starší jednotky: debet, talent, pud, abbásí, …
- Měřidla hmotnosti: váhy (rovnoramenné, nerovnoramenné, pružinové, elektronické, wattové)

## Setrvačná a gravitační hmotnost
Hmotnost se fyzikálně projevuje dvěma způsoby, podle nich se označuje jako setrvačná resp. gravitační.
Jako setrvačná hmotnost se označuje míra, kterou je silovým působením měněn pohybový stav hmotného tělesa. Základním vztahem pro setrvačnou hmotnost je 2. Newtonův zákon, který lze zjednodušeně zapsat ve tvaru:
{\displaystyle F=ma\,,}
kde F je (celková působící) síla, m je setrvačná hmotnost tělesa, a je okamžité zrychlení tělesa.
Kolikrát větší setrvačnou hmotnost má těleso, tolikrát menší zrychlení mu udělí působící celková síla. Z toho plyne i stejný vztah pro setrvačné síly: Ve zrychleně se pohybujících vztažných soustavách je působící setrvačná síla přímo úměrná setrvačné hmotnosti tělesa.
Jako gravitační hmotnost se označuje míra, kterou na sebe gravitačně působí hmotná tělesa. Základním vztahem pro gravitační hmotnost je Newtonův gravitační zákon, který lze zjednodušeně zapsat (pro tělesa zanedbatelných rozměrů) ve tvaru:
{\displaystyle F=G{m_{1}m_{2} \over r^{2}}\,,}
kde F je gravitační síla působící mezi dvěma hmotnými tělesy, G je gravitační konstanta, m1 a m2 gravitační hmotnosti těles a r jejich vzdálenost.
Kolikrát větší gravitační hmotnost má těleso, tolikrát větší silou bude gravitačně působit na jiná hmotná tělesa.
Albert Einstein postuloval v obecné teorií relativity ekvivalenci setrvačných a gravitačních sil (tedy kvalitativní i kvantitativní shodnost jejich projevů). Tato rovnost je s velkou přesností experimentálně ověřena. Lze tedy hovořit o hmotnosti, aniž by bylo nutné rozlišovat, zda se jedná o míru setrvačných či gravitačních účinků.

## Klidová a relativistická hmotnost
Ve speciální teorii relativity se používají dva principiálně odlišné koncepty hmotnosti.
- Klidová hmotnost {\displaystyle m_{0}} (též vlastní hmotnost, invariantní hmotnost) je hmotnost tělesa měřená například na rovnoramenných vahách ve vztažné soustavě, vůči které je těleso v klidu. Částice jako fotony, které nikdy v klidu nejsou, mají klidovou hmotnost nulovou. Tato vlastnost tělesa je stejná ve všech inerciálních soustavách (je invariantní vůči Lorentzově transformaci). Vyjadřuje množství látky v tělese a je shodná s koncepcí hmotnosti v Newtonově klasické mechanice. Na rozdíl od klasické fyziky ale při relativistických dějích neplatí zákon zachování klidové hmotnosti. Například srážkou částic na urychlovači mohou vzniknout částice, jejichž úhrnná klidová hmotnost je větší než klidová hmotnost původních částic. V moderní částicové a teoretické fyzice se používá výhradně klidová hmotnost, nazývá se stručně slovem hmotnost a značí se {\displaystyle m}.[2] Klidová hmotnost je až na jednotky ekvivalentní klidové energii tělesa {\displaystyle E_{0}}. Nejdůležitějším fyzikálním vztahem, kde vystupuje klidová hmotnost (resp. klidová energie), je relace mezi energií a hybností tělesa zvaná Pythagorova věta o energii: {\displaystyle E^{2}=E_{0}^{2}+\left(pc\right)^{2}}.
- Relativistická hmotnost je veličina, která je až na jednotky ekvivalentní celkové energii tělesa podle vztahu E=mc², kde {\displaystyle c} je konstanta, rychlost světla ve vakuu. Relativistická hmotnost roste s rychlostí, protože při zrychlování se zvyšuje kinetická energie tělesa. Dané těleso má tedy různou relativistickou hmotnost pro různé pozorovatele. Tato veličina se v ČR používá zejména ve středoškolské výuce a v učebnicích, kde se nazývá stručně hmotnost a značí se {\displaystyle m}. Tato veličina nevyjadřuje množství látky v tělese, protože látka zrychlováním nepřibývá. Nicméně pro tuto hmotnost platí zákon zachování, protože jde o ekvivalent zákona zachování energie. Používáme-li relativistickou hmotnost, můžeme psát beze změny klasický vztah pro hybnost tělesa {\displaystyle p=mv}. Tuto relativistickou hybnost lze použít v pohybové rovnici {\displaystyle F=\mathrm {d} p/\mathrm {d} t} (zákon síly), takže v tomto smyslu lze říci, že relativistická hmotnost je mírou setrvačnosti tělesa.

Klidovou a relativistickou hmotnost tělesa můžeme vzájemně přepočítávat, pokud známe rychlost tělesa ve zvolené vztažné soustavě.
{\displaystyle m={\frac {m_{0}}{\sqrt {1-{\frac {v^{2}}{c^{2}}}}}}}
V tomto vztahu značí {\displaystyle m} relativistickou hmotnost. Při nízkých rychlostech (v klasické fyzice) je jmenovatel zlomku velmi přesně roven 1, takže relativistická a klidová hmotnost jsou zaměnitelné. Při vysokých rychlostech je relativistická hmotnost větší než klidová a když se rychlost tělesa blíží {\displaystyle c}, roste relativistická hmotnost dokonce nade všechny meze, zatímco klidová hmotnost se nemění.